# Svenstorps slott
Svenstorps slott (Kasteel Svenstorp) is een kasteel in de Zweedse provincie Skåne län. Het kasteel ligt 8 kilometer ten noorden van Lund. Het werd in 1596 gebouwd door Beata Hvitfeldt, een machtige hofdame van de Deense koning Christian IV van Denemarken. De architect was Hans Steenwinkel.
In november 1676 verbleef de Deense koning Christiaan V van Denemarken op Svenstorp. Dit was de dag voor de slag bij Lund. De nacht na deze veldslag verbleef de Zweedse koning Karel XI van Zweden, die de veldslag had gewonnen, in hetzelfde kasteel. 
Sinds 1723 is het kasteel eigendom van de familie Gyllenkrok. Vandaag de dag leven Nils en Merrill Gyllenkrok en hun familie op het kasteel.